# Châteaubleau
Châteaubleau is een gemeente in het Franse departement Seine-et-Marne (regio Île-de-France) en telt 263 inwoners (1999). De plaats maakt deel uit van het arrondissement Provins.

## Geografie
De oppervlakte van Châteaubleau bedraagt 3,4 km², de bevolkingsdichtheid is 77,4 inwoners per km².
De onderstaande kaart toont de ligging van Châteaubleau met de belangrijkste infrastructuur en aangrenzende gemeenten.

## Demografie
Onderstaande figuur toont het verloop van het inwonertal (bron: INSEE-tellingen).